# Dacnis de Hartlaub
Dacnis hartlaubi
Espèce
Synonymes
- Pseudodacnis hartlaubi

Statut de conservation UICN

 VU B1ab(i,ii,iii,iv,v);C2a(i) : Vulnérable
Le Dacnis de Hartlaub (Dacnis hartlaubi) est une espèce de passereaux de la famille des Thraupidae.

## Répartition
Cette espèce est endémique de Colombie. 

## Habitat
Cet oiseau habite la forêt humide tropicale et subtropicale de basse montagne, ainsi que les plantations de café et de cacao où on le trouve principalement dans les Inga et les Cordia alliodora plantés par l'Homme pour faire de l'ombre au plantations. Il vit généralement entre 1 350 et 2 200 m.
Il est menacé par la perte de son habitat.

## Alimentation
Il se nourrit probablement de fruits et d'insectes.